# Şemsi Pascià
Sultanzade Şemsi Ahmed Pascià, meglio noto solo come Şemsi Pascià (turco ottomano: شمسي أحمد پاشا) (Bolu, ... – Costantinopoli, 5 marzo 1580), è stato un nobile ottomano e beilerbei, che occupava diversi incarichi di alto rango, servendo in varie fasi come governatore generale ottomano delle pascialati di Damasco, Anatolia e Rumelia.

## Ascendenza
Nato a Bolu, nell'eyalet ottomano di Anatolia, Şemsi Pascià era il figlio di Mirza Mehmed Pascià, della dinastia principesca dei Candaroğulları che regnò nel principato di Eflani, Kastamonu e Sinope, e un discendente di Şemseddin Yaman Candar Bey, l'omonimo fondatore e primo bey della dinastia. Suo nonno paterno era Kyzyl Ahmed Bey, figlio di Ibrahim II di Candar e di una consorte ignota. Ibrahim in seguito sposò Selçuk Hatun, figlia del sultano Mehmed I.
Sua madre era Şahnisa Sultan della dinastia imperiale ottomana, figlia minore di Şehzade Abdullah, figlio del sultano ottomano Bayezid II, facendo di Şemsi Pascià il pronipote del sultano Mehmed il Conquistatore.

## Vita
Cresciuto nella residenza imperiale dell'epoca, il Palazzo di Topkapı, Şemsi Pascià frequentò la prestigiosa scuola ottomana di Enderûn e, nella tradizione della sua famiglia, partecipò a varie campagne militari ottomane, in particolare all'Assedio di Szigetvár nel 1566 insieme a Solimano il Magnifico nella sua qualità di Beilerbei di Rumelia, oltre alla conquista di diverse fortezze in tutta Europa. Durante il regno di Solimano I, Şemsi Pascià prestò servizio come beilerbei.
Ampiamente noto come cacciatore di distinzione, Şemsi Pascià fu nominato compagno di caccia del sultano Murad III.
Dopo il suo servizio, ha incaricato il preminente architetto imperiale ottomano Sinān del compito di costruire una moschea e un complesso adiacente vicino alla sua sede principale, il Palazzo di Şemsi Pascià sulla costa del Bosforo a Costantinopoli. La Moschea di Şemsi Pascià è una delle più piccole moschee delle opere di Sinān in città, ma è una delle più famose grazie alla combinazione delle sue dimensioni in miniatura e della posizione sul lungomare. È menzionata come un esempio principale dell'abilità di Sinān nel fondere organicamente l'architettura con il paesaggio naturale.

## Discendenza
Şemsi Pascià aveva una figlia e due figli:
- Fahrünnisa Hatun
- Mahmud Pascià
- Mustafa Bey